# Bavarian Auto Group

Logo des Unternehmens

Bavarian Auto Group ist ein Automobilhersteller mit Sitz im ägyptischen Kairo, der Modelle verschiedener Hersteller montiert.

## Geschichte
Von 1997 bis 1999 wurden in Ägypten BMW-Modelle von Nissan Egypt montiert, von 1999 bis 2002 von der ACVA. Dieses Kürzel stand für Al Fotouh Company for Vehicle Assembly.
Im Jahr 2003 wurde ein Partnerschaftsvertrag zwischen der Bavarian Auto Group und BMW geschlossen. Im Mai 2004 wurde ein neues Montagewerk eröffnet. In dieses Werk wurden rund 60 Mio. US-Dollar investiert. Im Jahr 2014 wurden weitere 9 Millionen in neue Produktionslinien investiert. Bereits im ersten Jahr wurden fast eintausend Fahrzeuge produziert. Zur anfänglich montierten 3er Reihe kamen in den folgenden Jahren die 5er Reihe, die 7er Reihe sowie BMW X1 und BMW X3 hinzu.
Im Jahr 2005 wurde eine weitere Vereinbarung mit Brilliance China Automotive Holdings getroffen. Diese Zusammenarbeit dauerte von 2006 bis 2009, als sie aufgrund „unüberwindbarer Faktoren“ eingestellt wurde, und wurde 2016 wieder aufgenommen.
Seit 2010 wird auch der Mahindra Scorpio als CKD-Bausatz montiert.
Im Frühjahr des Jahres 2011 hat das Unternehmen zudem auch den Vertrieb der Fahrzeuge aus dem Hause Great Wall Motor übernommen.